# Горка (Орловская область)
Го́рка — исчезнувшее село в Новосильском районе Орловской области. Входило в состав Голунского сельского совета депутатов.

## География
Располагалось на крутом правом берегу реки Зуша в 3 км от административного центра села Голунь. 

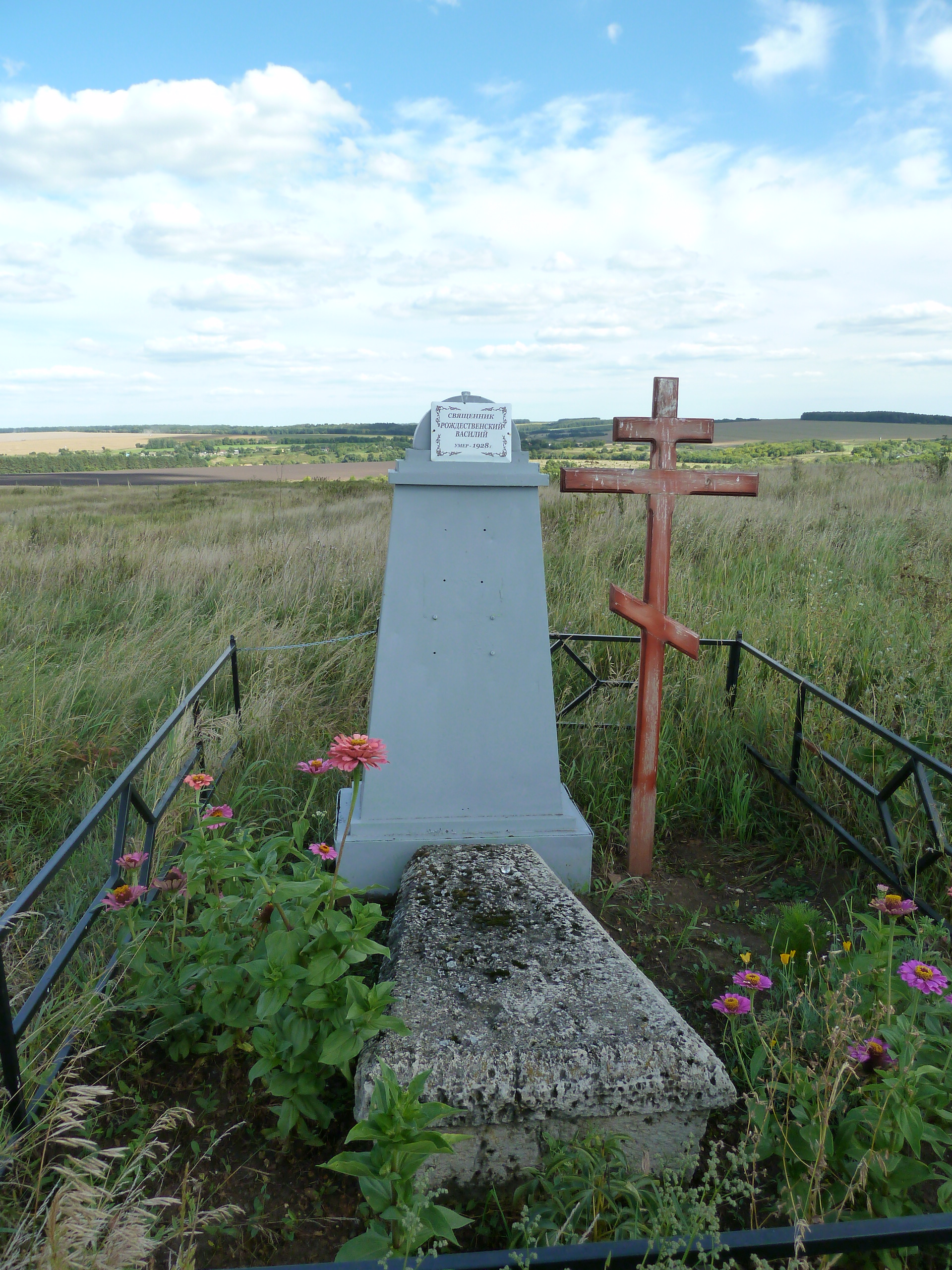
Захоронение священнослужителя на месте бывшего храма

## История
Село Горка образовалось в советское время и находилось на месте упразднившегося здесь села Подъяковлево, которое получило своё название от поселения Яковлева, упомянутое в Дозорной книге Новосильского уезда за 1614—1615 гг. как Вышняя Яковлева. В 1646 году уже — сельцо Яковлева как вотчина Настасова монастыря (находящегося в Одоевском уезде). Впоследствии село вместе с деревней, расположенной напротив через речку, стало называться Подъяковлево. Предположительно церковь могла быть здесь уже в конце XVII века. Об этом свидетельствуют два старых приходских кладбища, находящихся обычно рядом с церковью. Последний деревянный храм во имя Воздвижения Животворящего Креста Господня с приделом Святого Чудотворца Николая был построен в 1795 году и капитально обновлён в 1886. Приход состоял из самого села и деревень: Фироновки, Шеншина (Ракзино) и Крюкова. Имелась церковно-приходская школа. В селе (вместе с деревней) насчитывалось: в 1857 году — 675 человек, в 1915—1048.

## Ссылка
- Карта Орловской области. Орловская область — подробная топографическая карта масштаба 1см:2 км. http://map-1.ru/map1149604_1_3.htm Архивная копия от 11 декабря 2015 на Wayback Machine